# Гаянов, Илдар Ихсанович
Илдар Ихсанович Гаянов (баш. Ғаянов Илдар Ихсан улы; род. 19 марта 1957, Сейтяково, Башкирская АССР) — башкирский советский и российский живописец, график. Член Союза художников РФ и РБ с 1998 года. Лауреат Республиканской премии имени Салавата Юлаева (2004) (совместно с Исмагиловым Файзрахманом Абдрахмановичем, директором Башкирского государственного художественного музея имени М. В. Нестерова).

## Биография
Илдар Ихсанович Гаянов службу в армии проходил на территории Германии. В 1982 году окончил живописно-педагогическое отделение Свердловского художественного училища (Екатеринбургское художественное училище им. И. Д. Шадра).
Мулла в Мечете с. Сейтяково, Балтачевского района, республики Башкортостан

## Работы
У Гаянова написано более 100 картин, среди которых: «Башкирские послы у Ивана IV», серия из 11 картин «Сказание о Салавате» и цикл картин, посвященных Отечественной войне 1812—1814 годов.
Они хранятся в Башкирском государственном художественном музее им. М. В. Нестерова (Уфа), МНК НКЦ «Казань» (Казань, РТ), ГИ «Academia» (Уфа, УГАЭС) и в частных коллекциях.

## Выставки
С 1988 года — участник республиканских, межрегиональной, региональных, всероссийских, всесоюзной и международной выставок.
Гаянов с 1988 года участвовал в семи персональных и 14 основных выставках (межрегиональных, региональных, всероссийских, всесоюзной и международной выставках).

## Награды
Лауреат Государственной премии РБ им. Салавата Юлаева (2004) - за цикл картин «Сказание о Салавате» и цикл картин, посвященных Отечественной войне 1812—1814 годов.